# Jorma Kinnunen

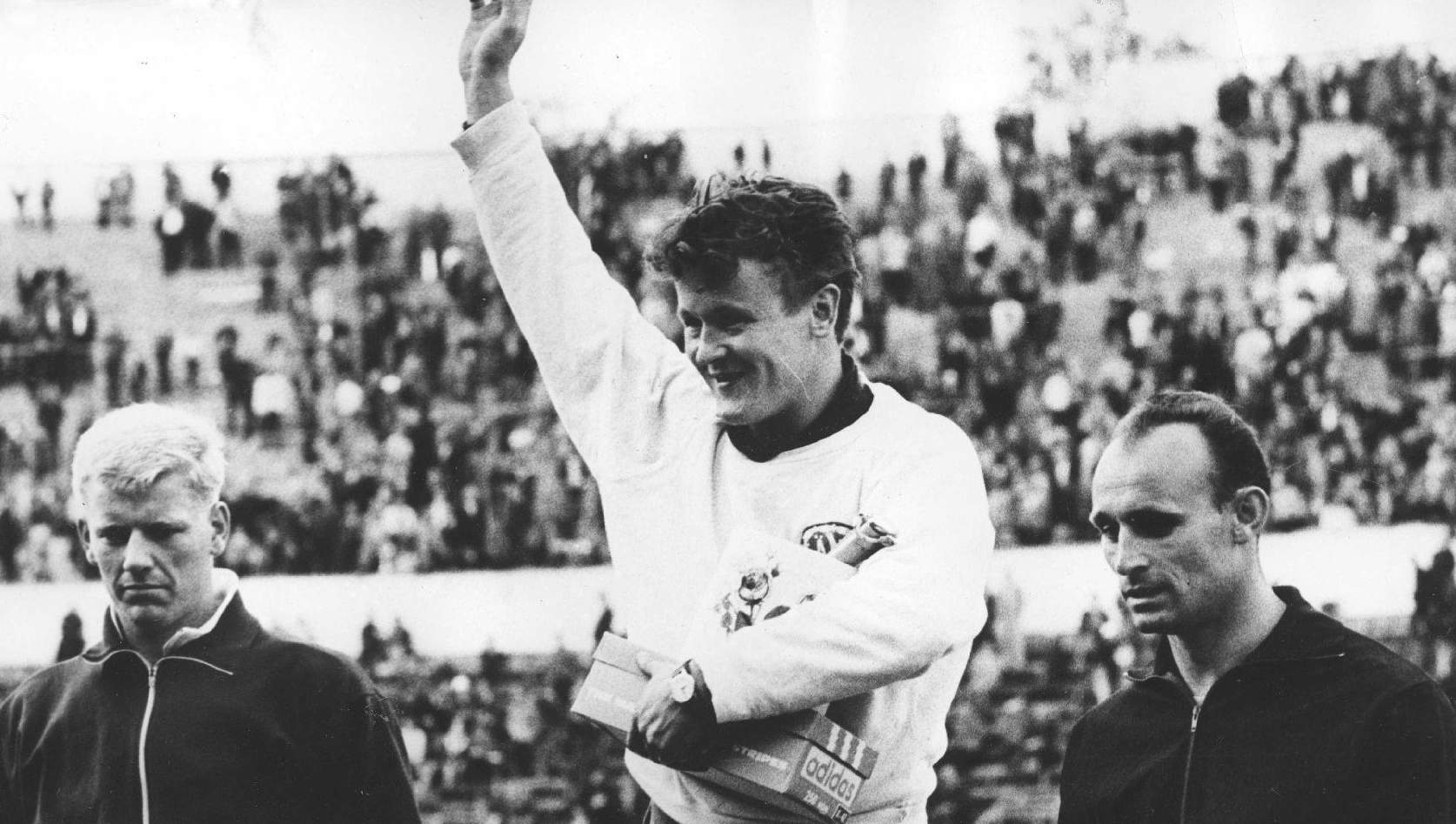
Terje Pedersen, Jorma Kinnunen, Gergely Kulcsár (Helsinki 1965).

Jorma Vilho Paavali Kinnunen (* 15. Dezember 1941 in Pihtipudas; † 25. Juli 2019 in Äänekoski) war ein finnischer Speerwerfer, der in den 1960er Jahren erfolgreich war. Er warf Weltrekord und gewann eine olympische Silbermedaille.
Da er mit 1,74 m sehr klein war, trug er den Beinamen „Pikkujättiläinen“ (dt. „kleiner Riese“)
Er gewann fünf Landesmeisterschaften:
| Jahr      | 1964  | 1965  | 1966  | 1968  | 1969  |
| Weite (m) | 77,73 | 82,48 | 84,10 | 85,80 | 89,72 |

Jorma Kinnunen nahm an drei Olympischen Spielen und drei Europameisterschaften teil. Bei den Olympischen Spielen 1964 in Tokio sowie bei den Olympischen Spielen 1972 in München wurde er jeweils Sechster. Bei den Olympischen Spielen 1968 in Mexiko-Stadt lieferte er ein spannendes Duell gegen Jānis Lūsis. Ganze vier Zentimeter lag Kinnunen zurück, nachdem Lusis im 2. Versuch 86,34 m geworfen hatte. Erst im letzten Durchgang konnte der Lette klare Verhältnisse schaffen und setzte sich mit einem 90-Meter-Wurf deutlich gegen Kinnunen durch, der ebenfalls seine beste Weite im letzten Versuch erzielte.
Folgender Vergleich der Würfe von Kinnunen und Lusis (in Klammern die Zahl des Versuchs) zeigt, dass der Finne lediglich den besseren drittbesten Versuch hatte:
| Kinnunen | 88,58 (6) | 86,30 (1) | 85,82 (5) | 79,00 (4) | ungültig (2) |
| Lusis    | 90,10 (6) | 86,34 (2) | 84,40 (4) | 82,66 (3) | 81,74 (1)    |

Sein bestes Ergebnis bei Europameisterschaften konnte Jorma Kinnunen bei den Europameisterschaften 1971 in Helsinki verbuchen, wo er sich als Fünfter platzierte. Enttäuschend dagegen endeten für ihn die Europameisterschaften 1969 in Athen. Nachdem er kurz zuvor mit 92,70 m Weltrekord geworfen hatte, war er als Favorit in den Wettkampf gegangen, kam jedoch nur auf Platz 10.
Sein Sohn Kimmo Kinnunen war ebenfalls als Speerwerfer erfolgreich.
Leistungsentwicklung
| Jahr      | 1960  | 1961  | 1962  | 1963  | 1964  | 1965  | 1966  | 1967  | 1968  | 1969  | 1970  | 1971  | 1972  | 1973  | 1974  | 1975  | 1976  | 1977  | 1978  |
| Weite (m) | 62,88 | 77,07 | 73,90 | 75,33 | 84,63 | 88,14 | 84,10 | 81,84 | 88,58 | 92,70 | 90,00 | 87,78 | 85,50 | 86,64 | 80,56 | 85,68 | 83,84 | 80,58 | 84,04 |

## Erfolge und Platzierungen
- Olympische Spiele 1964 in Tokio: Sechster mit 76,94 m (Siegesweite seines Landsmannes Pauli Nevala: 82,66 m)
- Europameisterschaften 1966 in Budapest: Zwölfter mit 70,48 m (Siegesweite des Letten Jānis Lūsis: 84,84 m)
- Olympische Spiele 1968 in Mexiko-Stadt: SILBER mit 88,58 m (hinter dem Letten Jānis Lūsis mit 90,10 m und vor dem Ungarn Gergely Kulcsár mit 87,06 m)
- Weltrekord mit 92,70 m am 18. Juli 1969 in Tampere
- Europameisterschaften 1969 in Athen: Zehnter mit 74,82 m (Siegesweite des Letten Jānis Lūsis: 91,52 m)
- Europameisterschaften 1971 in Helsinki: Fünfter mit 80,96 m (Siegesweite des Letten Jānis Lūsis: 90,68 m)
- Olympische Spiele 1972 in München: Sechster mit 82,08 m (Siegesweite des Deutschen Klaus Wolfermann: 90,48 m)